# 吉岛仙人掌地雀
，是雀形目唐纳雀科地雀属的一种鸟类。
吉岛仙人掌地雀体重约27.6克，翼长约76.3毫米，嘴峰长约19.9毫米，喙宽度约9毫米，喙厚度约11.3毫米，跗蹠长约24.4毫米，尾长约45.5毫米。吉岛仙人掌地雀在其分布区内为留鸟，其栖息在半开放的灌木丛中，食性为草食性，主要食物来源是水果。

## 亚种
- ：分布于加拉帕戈斯群岛的达尔文岛和沃尔夫岛，该亚种不确定是否成立。
- ：分布于赫諾韋薩島。[4]